# Club Nacional de Football
El Club Nacional de Football és un club poliesportiu, destacat en futbol, uruguaià de la ciutat de Montevideo. És un dels més prestigiosos de l'Uruguai i de l'Amèrica del Sud, amb 46 campionats uruguaians, 3 Copes Libertadores d'Amèrica, i 3 Copes intercontinentals entre d'altres.

## Història
El Nacional va ser fundat el 14 de maig de 1899 com a resultat de l'associació de dos clubs: Uruguay Athletic Club i Montevideo Football Club. És el primer club d'Amèrica que fou fundat només per nadius del país.

## Entrenadors destacats
- Héctor Castro
- Enrique Fernández Viola
- Washington "El Pulpa" Etchamendy
- Juan Martín Mugica
- Roberto Fleitas
- Héctor Núñez
- Hugo De León
- Daniel Carreño
- Santiago Ostolaza
- Martín Lasarte
- Eduardo Acevedo
- Marcelo Gallardo
- Álvaro Gutiérrez

## Jugadors destacats
- Bolívar Céspedes
- Carlos Céspedes
- Andrés Mazzali
- Alfredo Zibechi
- Pascual Somma
- Ángel Romano
- José Leandro Andrade
- José Nasazzi
- Héctor Scarone
- Pedro Petrone
- Mario Bergara
- Héctor Castro
- Pedro Cea
- Santos Urdinarán
- Abdón Porte
- Emilio Recoba
- Domingos da Guia
- Aníbal Paz
- Aílton Corrêa Arruda 'Manga'
- Aníbal Ciocca
- Atilio García
- Roberto Porta
- Bibiano Zapirain
- Walter Gómez
- Schubert Gambetta
- Rodolpho Barteczko 'Patesko'
- Julio Pérez
- Eusebio Ramón Tejera
- Raúl Pini
- Rodolfo Pini
- José Santamaría
- Jorge Manicera
- Emilio Álvarez
- Rubén González
- Javier Ambrois
- Héctor Nuñez
- Raúl Núñez
- Héctor Rial
- Julio Acosta
- Héctor Rodríguez
- Guillermo Escalada
- José Sanfilippo
- Luis Artime
- Víctor Espárrago
- Luis Ubiña
- Juan Martín Mugica
- Julio César Morales
- Julio Montero Castillo
- Rodolfo Rodríguez
- Waldemar Victorino
- Eugenio Galvalissi
- Luis Ernesto Castro
- Hugo De León
- Santiago Javier Ostolaza
- Jorge Fernando Seré
- Julio Dely Valdes
- Daniel Fonseca
- Ruben Sosa
- Javier Wanchope
- Gustavo Méndez
- Nelson Abeijón
- Álvaro Recoba
- Mario Regueiro
- Gianni Guigou
- Gustavo Munúa
- Sebastián Abreu
- Richard Morales
- Alexander Medina
- Oscar Javier Morales
- Sebastián Viera
- Luis Suárez
- Nicolás Lodeiro

## Palmarès
Nacionals
- Campionat uruguaià de futbol:[2]

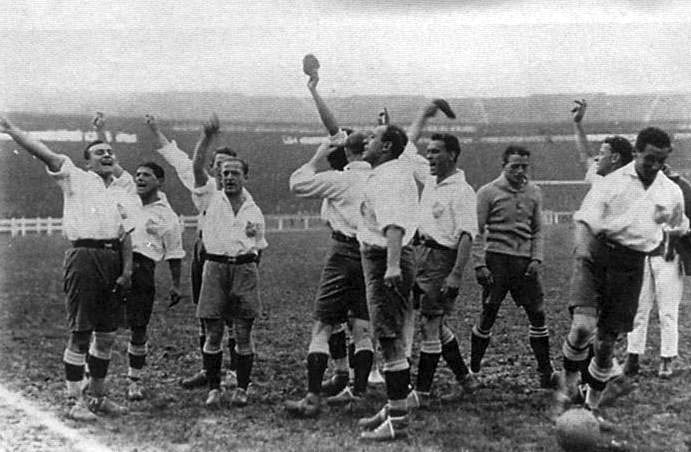
El Nacional a París, durant la "Gira de 1925".

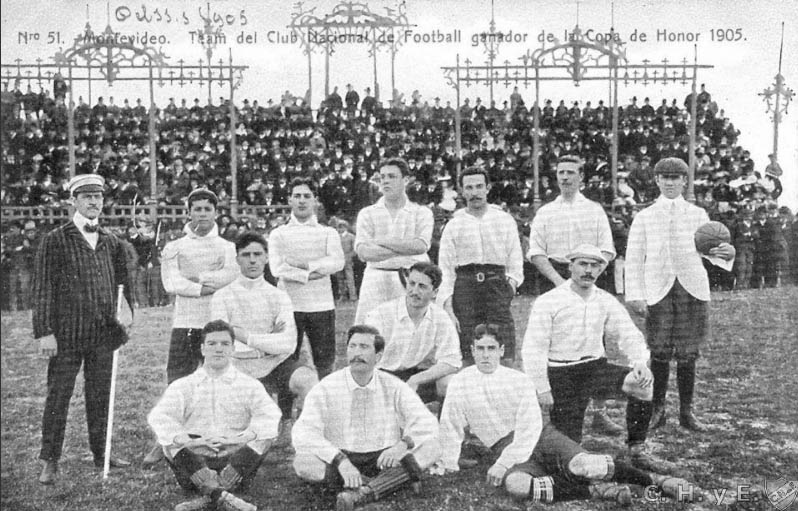
Nacional el 1905.

  - 1902, 1903, 1912, 1915, 1916, 1917, 1919, 1920, 1922, 1923, 1924, 1933, 1934, 1939, 1940, 1941, 1942, 1943, 1946, 1947, 1950, 1952, 1955, 1956, 1957, 1963, 1966, 1969, 1970, 1971, 1972, 1977, 1980, 1983, 1992, 1998, 2000, 2001, 2002, 2005, 2005–06, 2008–09, 2010–11, 2011–12, 2014–15, 2016, 2019, 2020, 2022
- Supercopa uruguaiana de futbol:
  - 2019, 2021

Internacionals
- Copa Libertadores de América:[3]
  - 1971, 1980, 1988
- Copa Intercontinental de futbol:
  - 1971, 1980, 1988
- Copa Interamericana:
  - 1972, 1989
- Recopa Sud-americana:
  - 1989
- Copa Aldao (Copa Río de la Plata):[4][5]
  - 1916, 1919, 1920
- Copa de Honor Cousenier:[4]
  - 1905, 1915, 1916, 1917
- Copa Competencia Chevallier Boutell:[4]
  - 1913, 1915
- Copa de Confraternidad Escobar-Gerona:[4]
  - 1945 (compartit amb Boca Júniors)

## Altres seccions

### Basquetbol
El Nacional té una secció de basquetbol que participa en els torneigs de la federació uruguaiana de basquetbol (FUBB) des de 1932. El club guanyà els campionats de 1935 i 1937.

### Ciclisme
El Nacional participa en els campionats de la federació uruguaiana de ciclisme des dels seus inicis. Entre altres guanyà la Vuelta Ciclista del Uruguay i la Rutas de América, individualment i per equips. Entre els ciclistes de l'equip destaca Milton Wynants, vencedor d'una medalla d'argent als Jocs Olímpics de Sydney 2000.

### Tennis
El Nacional té diverses pistes de tennis al Parque Central on es disputen torneigs de la federació.

### Voleibol
El Nacional té la seva pista de voleibol al Parque Central, on juga els seus partits com a local en els torneigs organitzats per la federació.

### Futbol femení
El Nacional participa en els campionats del departament de futbol femení de la Federació Uruguaiana de Futbol des de la seva creació el 1996. Ha guanyat diversos títols de lliga.

### Futbol sala
El Nacional participa en el campionat organitzat per la comissió delegada de futbol sala de la Federació Uruguaiana de Futbol. Ha guanyat la lliga en diverses ocasions. El seu major èxit fou la segona posició a la Copa Sud-americana de futbol sala l'any 2003.